# Kaprilsav
A kaprilsav egy szerves vegyület, szisztematikus neve oktánsav. 8 szénatomból álló telített karbonsav. Megtalálható glicerinészter formában különböző emlősök tejében, a kókuszolajban és a pálmaolajban is. Kis vízoldékonyságú olajszerű vegyület, kellemetlen szagú.

## Jellemzői
A kaprilsavat különböző észterek parfümökhöz való előállításához, valamint antimikrobiális szerként is használják az élelmiszeriparban.
Vizes emulzió formájában rovarölő hatású; levéltetveket pl. még 1:1000 hígításban is elpusztít.
Megfigyelték, hogy a Malonyl-CoA meggátolja a palmitinsav oxidációját izolált mitokondriumokban, azonban nincs hatással a kaprilsav oxidációjára.